# Lee Joo-bin
Lee Joo-bin (em coreano: 이주빈), nascida em 18 de setembro de 1989, é uma atriz e modelo sul-coreana. Ela é mais conhecida por seus papéis em Be Melodramatic (2019), Hello Dracula (2020), Find Me in Your Memory (2020), She Would Never Know (2021), Doctor Lawyer (2022), Money Heist: Korea – Joint Economic Area (2022) e Queen of Tears (2024).

## Biografia
Ela estudou na Universidade de Mulheres de Dongduk (Dongduk Women's University).

## Carreira
Lee é um ex-trainee da DSP que quase estreou como membro do grupo feminino Rainbow em 2009. Lee deixou a DSP Media após decidir que não queria seguir uma carreira como cantora e sentir que estava velha demais para se tornar uma idol. Ela posteriormente apareceu no drama de fim de semana da KBS, My Only One, ao lado de Go Woo-ri, do Rainbow.

## Filmografia

### Filme
| Ano  | Títuo                     | Papel      | Notas           | Ref.  |
| ---- | ------------------------- | ---------- | --------------- | ----- |
| 2017 | Lalala                    |            | Curta -Metragem | [ 6 ] |
| 2017 | Joseon Farmers Dictionary |            | Filme para Web  | [ 7 ] |
| 2024 | The Roundup: Punishment   | Han Ji-soo |                 | [ 8 ] |

### Séries de televisão
| Ano       | Títuo                        | Papel         | Notas                     | Ref.          |
| --------- | ---------------------------- | ------------- | ------------------------- | ------------- |
| 2017      | Whisper                      |               |                           |               |
| 2018      | Mr. Sunshine (2018)          | Gye-hyang     | Concubina do ministro Lee | [ 9 ]         |
| 2018–2019 | My Only One                  | Jeon Soo-jung |                           | [ 10 ]        |
| 2019      | Trap                         | Kim Si-hyun   |                           | [ 11 ]        |
| 2019      | Item                         |               |                           |               |
| 2019      | Be Melodramatic              | Lee So-min    |                           | [ 11 ]        |
| 2019      | The Tale of Nokdu            | Mae Hwa-soo   |                           | [ 12 ]        |
| 2020      | Hello Dracula                | Jo Seo-yeon   |                           | [ 13 ]        |
| 2020      | Gu Doo Ri's Sushi Restaurant | Gu Doo-Ri     |                           |               |
| 2020      | Find Me in Your Memory       | Jung Seo-yeon |                           | [ 14 ]        |
| 2021      | She Would Never Know         | Lee Hyo-joo   |                           |               |
| 2021      | Drama Stage – Love Spoiler   | Yoon Seo-ul   | Drama de um ato           | [ 15 ]        |
| 2022      | Doctor Lawyer                | Lim Yu-na     |                           | [ 16 ] [ 17 ] |
| 2022      | Love in Contract             | Jung Ji-eun   | Breve aparição            | [ 18 ]        |
| 2024      | Queen of Tears               | Cheon Da-hye  |                           | [ 19 ] [ 20 ] |
| 2025      | Twelve                       | Mir           |                           | [ 21 ]        |
| 2025      | The Divorce Insurance        | Kang Han-deul |                           | [ 22 ]        |

### Série da web
| Ano  | Título                                   | Papel       | Ref.          |
| ---- | ---------------------------------------- | ----------- | ------------- |
| 2018 | Love Is Jungle                           | Joo-bin     | [ 23 ]        |
| 2022 | Money Heist: Korea – Joint Economic Area | Yun Mi-seon | [ 24 ] [ 25 ] |
| 2023 | Love to Hate You                         | Oh Se-na    | [ 26 ]        |
| 2024 | Tarot                                    | Ji-oh       | [ 27 ]        |

| Ano  | Título da Música              | Artista       |
| ---- | ----------------------------- | ------------- |
| 2008 | "A Song Calling for You"      | SS501         |
| 2011 | "Tok Tok" (part. Soya)        | Mighty Mouth  |
| 2017 | "Yesterday"                   | Block B       |
| 2018 | "If I Know" (미리 알았더라면) | Lee Woo       |
| 2019 | "Never Ending" (십삼월)       | Im Chang-jung |
| 2021 | "Confession" (고백 프로젝트)  | Jang Beom-jun |

## Prêmios e indicações
| Cerimônia de Premiação | Ano  | Categoria                             | Nomeado / Trabalho     | Resultado | Ref.   |
| ---------------------- | ---- | ------------------------------------- | ---------------------- | --------- | ------ |
| MBC Drama Awards       | 2020 | Atriz revelação                       | Find Me in Your Memory | Indicado  | [ 29 ] |
| MBC Drama Awards       | 2022 | Prêmio Excelência, Ator em Minissérie | Doctor Lawyer          | Indicado  | [ 30 ] |

## links externos
- «Sítio oficial» em SWMP (em coreano)
- Lee Joo-bin (em inglês) no HanCinema
- Predefinição:Kmdb person
- Lee Joo-bin. no IMDb.